# Reszkessetek, betörők!
A Reszkessetek betörők (eredeti cím: Home Alone, szó szerint: Otthon egyedül) 1990-ben bemutatott amerikai filmvígjáték Chris Columbus rendezésében. Forgatókönyvírója John Hughes, producere Mark Levinson, zeneszerzője John Williams. A főszerepekben Macaulay Culkin, Joe Pesci és Daniel Stern láthatók. A mozifilm a 20th Century Fox és a Hughes Entertainment gyártásában készült.
Minden idők egyik legsikeresebb karácsonyi komédiája. Magyarországon az országos kereskedelmi televíziók karácsonykor rendszeresen sugározzák, általában nagyszabású promócióval, és azzal a reklámszlogennel: "Nincs karácsony Kevin nélkül!". A film egyébként majdnem három évtizeden keresztül a legtöbb bevételt hozó karácsonyi filmnek számított világszerte, valamint egészen 2011-ig a legsikeresebb amerikai vígjáték listavezető helyét is betöltötte.
A filmet több további folytatás követte, ebből kettőt mozibemutatóra, a többit otthoni vetítésre szánták. Annak ellenére, hogy az első rész sikerét nem ismételték meg, a sorozat többi része is megállta a helyét a kritikusok és a nézőközönség előtt, 2009-ben pedig megdöntötték minden idők legtöbb bevételét hozó filmsorozatát. A filmet több Oscar-díjra is jelölték.
1990 februárja és májusa között forgatták, az Amerikai Egyesült Államokban 1990. november 10-én, Magyarországon 1991. március 29-én vetítették először a mozikban. 2023-ban az amerikai nemzeti filmregiszterbe választották, mint megőrzésre érdemes alkotást.

## Rövid történet
A film egy Kevin nevű nyolcéves kisfiúról szól, akit karácsonyi vakációra utazó családja véletlenül otthon felejt. Amikor a háznál felbukkan két betörő, Kevin elhatározza, felveszi velük a harcot.

## Cselekmény
A Chicago kertvárosában élő McCallister család a karácsonyi vakáció idejére Párizsba készülődik. Az indulást megelőző este nagy a felfordulás a házban, a szülők és a testvérek mind el vannak foglalva a bőröndjeik bepakolásával, és egyéb tennivalókkal. A legkisebb fiú, a nyolcéves Kevin, nem akarja elvégezni az őrá eső feladatokat, emiatt folyamatos megaláztatás és bosszankodás tárgyává válik a többiek részéről. Amikor aztán még verekedésbe is száll a bátyjával, Buzz-zal, a szülők, Kate és Peter, büntetésből felküldik a padlásra éjszakázni. Kevin ekkor mérgében azt kívánja, bárcsak eltűnne a családja. Az indulás reggelén egy áramkimaradás miatt nem szól az ébresztőóra, így az egész család későn ébred és fejvesztve sietnek, hogy kiérjenek a reptérre. Még épp időben elérik a repülőgépet, azonban a kapkodás és egy szomszédgyerek tévedésből való odaszámolása miatt a saját gyermekeik közül Kevint otthon felejtik.
Kevin, felébredve, meglepetten tapasztalja, hogy eltűnt a családja, és azt hiszi, a kívánsága valóra vált. Élvezi, hogy milyen jó szabadnak és egyedül lenni az egész házban, minden olyan dolgot kipróbál, amit addig nem volt szabad csinálnia (korhatáros filmeket néz, töménytelen mennyiségű édességet eszik, valamint átkutatja a bátyja titkos cuccait).
Párizs felé félúton, Kevin anyja érzi, hogy valamit otthon felejtettek. Egyszerre csak az anyai ösztöntől vezéreltetve felkiált: „Kevin!”. Ahogy a család Párizsba érkezik, a reptérről Kate felhívja a chicagói rendőrséget, hogy megtudja, nem esett-e baja Kevinnek. A rendőrök ki is mennek a házhoz, hogy körülnézzenek, de mivel sötétséget látnak és semmi mozgást (Kevin nem mer ajtót nyitni, a szomszédban élő, egy Buzztól hallott mendemonda szerint sorozatgyilkos múlttal rendelkező öregúrtól való félelme miatt), azt hiszik, téves riasztást kaptak. Kate és Peter számára pedig hamarosan kiderül, hogy visszarepülni Chicagóba szinte lehetetlen, hiszen a karácsonyi forgalomban minden repülőjegy elkelt. Peter és a gyerekek elfogadják, hogy várnak, amíg egy járat megüresedik Chicagóba, Kate viszont vállalkozik rá, hogy a reptéren marad, és a lehető leghamarabb induló géppel visszarepül az Államokba.
Kevin tévézés közben zajt hall, és erre felfigyelve kihallgatja, amint két betörő, Harry és Marv (fedőnevünkön a Vízi naplopók) elhatározták, hogy kirabolnak minden üres házat az utcában, ahonnan elutaztak, beleértve a McCallister-házat is. Kevin eleinte néhány trükkel megpróbálja elhitetni a gazfickókkal, hogy a család még nem utazott el, de a banditák végül rájönnek, hogy a ház üres, csupán Kevin tartózkodik otthon teljesen egyedül. Elhatározzák, hogy majd szentestén visszajönnek a házhoz és végrehajtják a rablást.
Az otthoni egyedüllét közben Kevin alaposan megváltozik, felelősségteljes lesz, és minden olyan ház körüli munkát elvégez, amire eddig nem volt hajlandó. Napközben elmegy vásárolni, s találkozik Marley-val, a hólapátos öreggel, akitől mindig is tartott. Vele a templomban végül megbarátkozik és rájön, hogy amit Marley-ről pletykálnak, az hazugság. Kevin a beszélgetésből megtudja, hogy az öreg hólapátos összeveszett régen a fiával, ezért lett olyan zárkózott, és csak a templomi kórusban láthatja kisunokáját. Kevin azt tanácsolja Marley-nak, próbálja meg helyreállítani kapcsolatát a fiával.
A szenteste közeledtével Kevin előkészületeket tesz rá, hogy ne rabolhassák ki a házat és csapdákat állít a két betörőnek. A betörők, nem számítva a csapdákra, mindenféle borzalmas élménybe keverednek. Harry az eljegesített lépcsőn elesik, majd a forrasztóvassal felforrósított ajtókilinccsel megégeti a kezét. Miután rájön, hogy az első ajtó felől reménytelen a bejutás, a hátsóhoz megy. Itt megégeti a fejét a gázos forrasztó pisztollyal, majd belerohan egy szilikonnal bekent fóliába, ami miatt később párnatollak ragadnak a fejére. Közben Marv, miután a pincelépcsőn leesik, ragadós helyzetbe kerül a kátránnyal bekent felvezető lépcsőn, ahol ottmaradnak a cipői, majd belelép egy nagy szegbe, végül a karácsonyfa melletti nyitott ablaknál jut be a házba, kínos fájdalmakat átélve, miután az odakészített apró üvegdíszekre lép a csupasz lábával. Kevin, miután mindkettejüket fejbe vágta a lépcső felett felfüggesztett festékes vödrökkel, időt nyer arra, hogy kihívja a rendőrséget. Eltorzított hangon telefonál, és a szemközti Murphy-házhoz rendeli ki őket. Ezután a padlásszoba ablakán keresztül kioson a házból és egy előre kifeszített kötélen átmászik a faházba. Ezután a betörők utána mennek, viszont Kevin elvágja a kötelet és lezuhannak. A kisfiú a Murphy-házba igyekszik. A betörők már itt is jártak korábban, s nevükhöz méltóan, el is árasztották az egész házat. Kevin haditervre emiatt befuccsol, a betörők végül utolérik, elkapják, és a megkínzását tervezik. Marley a segítségére siet, és a hólapáttal fejbe vágja a két betörőt. Kevin így megmenekül és Marley hazaviszi. A Murphy-házból megbilincselt kézzel hozza ki a rendőrség a két férfit, Kevin pedig a házuk ablakból mosolyogva nyugtázza, ahogy elvezetik őket.
Másnap a családja még mindig nincs otthon, ami miatt Kevin szörnyen szomorú. Aztán meghallja az édesanyja hangját, aki visszaérve Párizsból, az ajtón belépve szólongatja őt. Kisvártatva a család többi része is megérkezik, és a viszontlátás öröme mindent elhomályosít. Kevin átpillantva az utca túloldalára, látja, hogy Marley éppen a fiával és annak családjával találkozik. Marley lányunokájával átinteget Kevinnek, amikor egyszer csak vérfagyasztó kérdés hangzik el Buzz szájából: "Kevin! Mit műveltél a szobámmal?!".

## Szereplők
| Szerep                        | Színész             | Magyar hang       | Leírás |
| ----------------------------- | ------------------- | ----------------- | --- |
| Kevin McCallister             | Macaulay Culkin     | Szentesi Gergő    | Peter és Kate legfiatalabb fia, Buzz, Megan, Linnie és Jeff öccse. |
| Harry Lime                    | Joe Pesci           | Balázs Péter      | Betörők, akik úgy hívják magukat, hogy a "Vízi naplopók". |
| Marvin "Marv" Merchants       | Daniel Stern        | Márton András     | Betörők, akik úgy hívják magukat, hogy a "Vízi naplopók". |
| Marley, a hólapátos           | Roberts Blossom     | Benkő Gyula       | Elsőre félelmetesnek tűnő, de végül mégis kedves öreg bácsi, aki minden karácsonykor az unokája énekét hallgatja a templomban. Nem mehet az unokája házába, mert évekkel ezelőtt a fiával összeveszett és azóta nem látta őt. |
| Polak Romanski                | John Candy          | Vajda László      | Egy zenekar vezetője, aki segít Kevin anyukájának hazajutni Chicagóba. |
| Peter McCallister             | John Heard          | Dunai Tamás       | Kate férje, Frank bácsi öccse, Rob bátyja, Kevin, Buzz, Megan, Linnie és Jeff édesapja. |
| Kate McCallister              | Catherine O’Hara    | Bánsági Ildikó    | Peter felesége, Kevin, Buzz, Megan, Linnie és Jeff édesanyja. |
| Buzz McCallister              | Devin Ratray        | Petrik Péter      | Peter és Kate legidősebb fia, Kevin, Megan, Linnie és Jeff bátyja, aki mindig szekálja vagy gúnyolja Kevint. |
| Leslie McCallister            | Terrie Snell        | Hámori Ildikó     | Frank felesége, Rod, Sondra, Brooke és Fuller édesanyja. |
| Frank McCallister             | Gerry Bamman        | Rajhona Ádám      | Peter és Rob bátyja, Leslie férje, Rod, Sondra, Brooke és Fuller édesapja, aki (úgy, mint Buzz) ő is szekálja Kevint, ha valami rosszat csinál.                                                                               |
| Megan McCallister             | Hillary Wolf        | Köves Dóra        | Peter és Kate legidősebb lánya, Buzz húga, Kevin, Linnie és Jeff nővére. |
| Linnie McCallister            | Angela Goethals     | Zsigmond Tamara   | Peter és Kate második legidősebb lánya, Buzz, Megan és Jeff húga, Kevin nővére. |
| Rod McCallister               | Jedidiah Cohen      | Minárovits Péter  | Frank bácsi és Leslie legidősebb fia, Sondra, Brooke és Fuller bátyja. |
| Jeff McCallister              | Michael C. Maronna  |                   | Peter és Kate második legidősebb fia, Buzz és Megan öccse, Kevin és Linnie bátyja. |
| Heather McCallister           | Kristin Minter      | Kiss Erika        | Rob és Georgette legidősebb lánya. |
| Francia jegykiadó             | Hope Davis          | Kiss Erika        | |
| Sondra McCallister            | Daiana Campeanu     |                   | Frank bácsi és Leslie második legidősebb lánya, Sondra és Rod húga, Brooke és Fuller nővére. |
| Fuller McCallister            | Kieran Culkin       |                   | Frank bácsi és Leslie legfiatalabb fia, Sondra, Rod és Brooke öccse. |
| Brooke McCallister            | Anne Slotky         |                   | Frank bácsi és Leslie legfiatalabb lánya, Sondra és Rod húga, Fuller nővére. |
| Tracy McCallister             | Senta Moses         |                   | Frank bácsi és Leslie legidősebb lánya, Rod húga, Brooke és Fuller nővére. |
| Johnny, gengszter             | Ralph Foody         | Szabó Ottó        | Gengszterek a Szennyes lelkű angyalok című filmből. |
| Kígyó, gengszter              | Michael Guido       | Izsóf Vilmos      | Gengszterek a Szennyes lelkű angyalok című filmből. |
| Pizzafutár                    | Dan Charles Zukoski | Lippai László     | |
| Reptéri sofőr                 | Michael Hansen      | Antal László      | |
| Reptéri sofőr                 | Peter Pantaleo      | Antal László      | |
| Mitch Murphy                  | Jeffrey Wiseman     |                   | Egy szomszédfiú, aki a McCallisterek házával szemben lakik. |
| Kris Kringle                  | Edmund Gwenn        | Varga Tamás       | Szereplő a Csoda a 34. utcában című filmből. |
| Villanyszerelő                | Peter Siragusa      | Melis Gábor       | |
| Julian Shellhammer            | Philip Tonge        | Melis Gábor       | Szereplő a Csoda a 34. utcában című filmből. |
| Jegyellenőr a beszállókapunál | Dianne B. Shaw      | Melis Gábor       | |
| Francia nő                    | Lynn Mansbacn       | Papp Ágnes        | |
| Rendőrségi telefonközpontos   | Kate Johnson        | Czigány Judit     | |
| Balzak őrmester               | Larry Hankin        | Gruber Hugó       | |
| Eladónő a drogériában         | Ann Whitney         | Dallos Szilvia    | |
| Herb, eladó a drogériában     | Jim Ortlieb         | Kiss Gábor        | |
| Jimmy, raktáros fiú           | Jim Ryan            | Jakab Csaba       | |
| Irene, nő a reptéren          | Billie Bird         | Győri Ilona       | |
| Burt, férfi a reptéren        | Bill Erwin          | Velenczey István  | |
| Önmaga a TV-ben               | Johnny Carson       | Kisfalussy Bálint | |
| Pénztáros                     | Tracy J. Connor     | Andresz Kati      | |
| Scrantoni jegykiadó           | Alan Wilder         | Verebély Iván     | |
| Utcai Télapó                  | Ken Hudson Campbell | Varga T. József   | A helyi Télapó. |
| Krampusz                      | Sandra Macat        | Báthory Orsolya   | Az utcai krampusz. |
| Doris Walker                  | Maureen O’Hara      | Báthory Orsolya   | Szereplő a Csoda a 34. utcában című filmből. |
| Devereux rendőr               | Clarke Devereux     | Balázsi Gyula     | |

## Készítése

### Előkészületek
John Hughes író és producer a film forgatókönyvét egy nyaralás során álmodta meg. Elmondása szerint egy listát készített arról, hogy mi az, amit nem szeretne otthon felejteni, és a gyerekei jutottak eszébe. Elgondolkodott azon, milyen lenne, ha otthon hagyná a tízéves fiát. Nyolc oldalnyi jegyzetéből kerekítette ki végül a forgatókönyvet. Mivel úgy gondolta, hogy a gyerekek ösztönösen félnek a betörőktől, ezért ezt is beépítette a cselekménybe.
Eredetileg a Warner Bros. finanszírozta és mutatta volna be a filmet. Hughes megígérte, hogy kevesebb, mint tízmillió dollárból le tudja forgatni, azaz jóval kevesebből, mint amennyibe akkoriban átlagosan kerültek a filmek. Hughes azonban agódott amiatt, hogy túllépik a költségvetést, ezért titokban megkereste a 20th Century Fox-ot, hogy adott esetben tudnának-e segíteni. Végül kiderült, hogy a végső összeg 14,7 millió dollár lenne, a Warner pedig azt akarta, hogy ennél legyen 1,2 millióval kisebb. Mivel ebbe nem mentek bele, a Warner azonnal leállította az előkészületeket, a Fox pedig nem sokkal később átvette azt. A költségvetés végül 18 millió dollárnál állt meg.
Hughes eleinte Patrick Read Johnsont szerette volna látni a rendezői székben, ám ő nem ért rá, mert a "Spaced Invaders" című filmen dolgozott épp. Ezután kérte fel Chris Columbust, aki éppen otthagyta a Karácsonyi vakáció stábját, miután összekülönbözött a híresen nehéz természetű Chevy Chase-szel. Hughes két forgatókönyvet is adott neki (a másik "A szerelem rabja" volt), ő pedig a "Reszkessetek, betörők"-et választotta, karácsonyi témája és vicces története miatt. Columbus maga is beleírt a forgatókönyvbe, ő találta ki az öreg Marley karakterét, ami komolyabb hangvételt adott a történetnek, és egy érzelmesebb befejezést.

### Casting
Hughes Macaulay Culkint javasolta a főszerepre, mivel ismerte már őt a "Belevaló papapótló" forgatásáról. "Rendezői felelősségből" azért meghallgatott még közel 200 színészt. John Mulaney is esélyes volt Kevin szerepére, őt a rendező egy gyerek-komédiatársulatban látta fellépni, de a szülei nem engedték.
Harry szerepére Robert De Niro és Jon Lovitz is esélyes volt, és amikor ők nem vállalták, akkor került képbe Joe Pesci. Frank bácsi szerepét Kelsey Grammernek írták, aki épp nem volt elérhető, ezért Gerry Bammant választották.
Marv szerepére már a legelején Daniel Sternt választották, akivel a forgatás kezdete előtt közölték, hogy hat helyett nyolc hétig fog tartani. Mivel nem voltak hajlandóak többet fizetni neki, ezért otthagyta a stábot. A helyére Daniel Roebuck került volna, de két nap után Columbus úgy érezte, hogy közte és Pesci közt nincs semmilyen kémia, ezért visszahozta Sternt. Az utcai Télapó szerepére esélyes volt még Chris Farley is, aki nem nyűgözte le a rendezőt.
John Candy mindössze egyetlen napig ért rá, ami azt jelentette, hogy egyhuzamban 23 órán keresztül forgattak vele. A szerepért mindössze 414 dollárt kapott, mert szívességből vállalta el. Cserébe ő volt a egyetlen, akinek megengedték, hogy eltérjen a forgatókönyvtől, és Candy gyakorlatilag az összes szövegét improvizálta.

### Forgatás
A forgatás 1990. február 14-én kezdődött és május 8-ig tartott, összesen 83 napon keresztül. A cselekmény helyszínéül szolgáló ház az Illinois állambeli Winnetkában található, a 671 Lincoln Avenue-n - a környéken készült Hughes több korábbi filmje is. A ház belső teréből csak a lépcsőt, a padlást és a földszint egyes részeit használták fel, minden mást megépítettek, mégpedig a szintén a városban található New Trier High School akkor nem használt tornatermében - itt készült a "Meglógtam a Ferrarival" és a "Belevaló papapótló" is. A faházat a hátsó kertben csak a film kedvéért építették meg és a forgatás után le is bontották. Az épület a film bemutatása után turistaattrakcióvá vált.
Amikor Kevin a harmadik találkozásukkor elmenekül az öreg Marley elől, azt a Hubbard Woods Parkban vették fel. Amikor átgázol Murphyék eláztatott pincéjén, azt is a már említett középiskola egyik úszómedencéjében vették fel, a repülőgép belső terét pedig a kosárlabdapályán rendezték be. A templom kívülről a Wilmette-i Szentháromság Metodista Templom, belülről pedig az Oak Park-i Frace Episzkopális Templom. A chicagói O'Hare Nemzetközi Repülőtéren felvett jelenetek játszódtak Párizsban, a John Candyvel felvett jelenetek pedig a Meigs Field-en.
A filmben bemutatásra kerül egy másik film, a "Szennyes lelkű angyalok", amely az 1938-as "Mocskos arcú angyalok" paródiája, és mindössze egyetlen nap alatt rögzítették. Hogy tényleg annak az illúzióját keltsék, hogy ez egy 1940-es évekbeli gengszterfilm, ezért fekete-fehérben forgatták le, korabeli díszletek között. Ezeket a jeleneteket alacsony. széles látószögből forgatták, hogy úgy mutassák be, ahogy egy gyerek látná. Ralph Foody játszotta volna Kígyót, Michael Giudo pedig Johnnyt, mivel azonban Foodynak nem sokkal előtte volt térdműtéte, nem tudta volna eljátszani, ahogy lelövik, ezért szerepet cseréltek.
Julio Macat operatőr szerint nehéz volt együtt dolgozni Joe Pescivel, mert a színész úgy gondolta, hogy némelyik dialógusa nem illik az ő színészi kvalitásaihoz. Utálta azt is, ha korán kellett kezdeni a forgatást, mert a napjait rendszerint golfozással kezdte - amikor ezt elpanaszolta a rendezőasszisztensnek, onnantól a napot reggel 7 helyett 9-kor kezdték. Éjszaka azonban nem dolgozhattak túl sokáig, mert Culkin gyerekszínész volt, és ezért este 10 óra után nem dolgozhatott. Pesci egy későbbi interjúban elmondta, hogy Culkinnal szándékosan kerülte a kontaktust és barátságtalanul viselkedett vele azért, hogy minél hitelesebben féljen tőle.
A forgatások során mind Pescinek, mind Sternnek nehezére esett nem káromkodni, ami különösen Pescit bosszantotta. Mindössze két csúnya szó maradt a filmben: a "shit", amit Stern akkor mondott, amikor elvesztette a cipőjét, és a "hell", amit Pesci és Stern akkor mondtak, amikor a csapdákba sétálás után újra találkoznak, továbbá egyszer Johnny. Pesci a Bolondos dallamokhoz hasonló, rajzfilmszerű káromkodásokat használt.
A kaszkadőrök munkája nem volt egyszerű, az életveszélyes mutatványok miatt. A védőfelszerelésüket le kellett venni, ugyanis nagyon látszódott volna a filmben. Culkin megsérült, és a mai napig viseli magán a nyomát annak, amikor Pesci megharapta az ujját. A pók, amit Stern arcára raktak, igazi volt, a sikolya azonban csak utóbb lett alákeverve, nehogy megijessze a ragadozót.
Senta Moses, aki Tracy McCallistert játszotta, egy interjúban elmondta, hogy az egyik legnehezebb jelenet az volt, amikor a család végigrohant a repülőtéren. Ugyan nem volt túl hosszú, mégis több napig tartott, míg felvették, ugyanis remgeteg statiszta volt és megfelelően meg kellett koreografálni, hogy senki ne kerüljön veszélybe, amikor szaladnak.
A film zenéjének megírásához Columbus eredetileg Bruce Broughtont kérte fel, és a korai filmplakátokon az ő neve is szerepelt. De ő nem tudta vállalni, mert a "Mentőcsapat a kenguruk földjén" című filmen dolgozott, ezért le kellett mondania. Columbus végül Steven Spielberg segítségével John Williamst tudta felkérni.

## Fontosabb díjak, jelölések
- Oscar-díj –
- jelölés: legjobb eredeti filmzene – John Williams
- jelölés: legjobb eredeti betétdal – John Williams (Somewhere in My Memory)